# シャンポリオン (探査機)
シャンポリオン (Champollion) はアメリカ航空宇宙局 (NASA) とフランス国立宇宙研究センター (CNES) が共同で計画していた宇宙探査機。彗星とのランデブーおよび彗星への着陸を行う予定だったが、中止となった。名前はロゼッタ・ストーンを解読したことで有名なジャン＝フランソワ・シャンポリオンに由来する。

## 初期の構想
元々の構想では、NASA・CNES共同のシャンポリオンはワータネン彗星に向かう探査機ロゼッタに搭載される2つの表面科学パッケージ (surface science package) のうちの1つだった。もう1つはドイツが主導するローラン (RoLand) で、シャンポリオンは彗星からのサンプルリターンを行うはずだった。しかしジェット推進研究所からの資金が不足したことにより1996年後半にロゼッタミッションにおけるシャンポリオンは撤回された。なお、ローランはフィラエ として実際にロゼッタ探査機に搭載され、2014年に彗星表面への着陸に成功した。

## DS-4 / ST-4

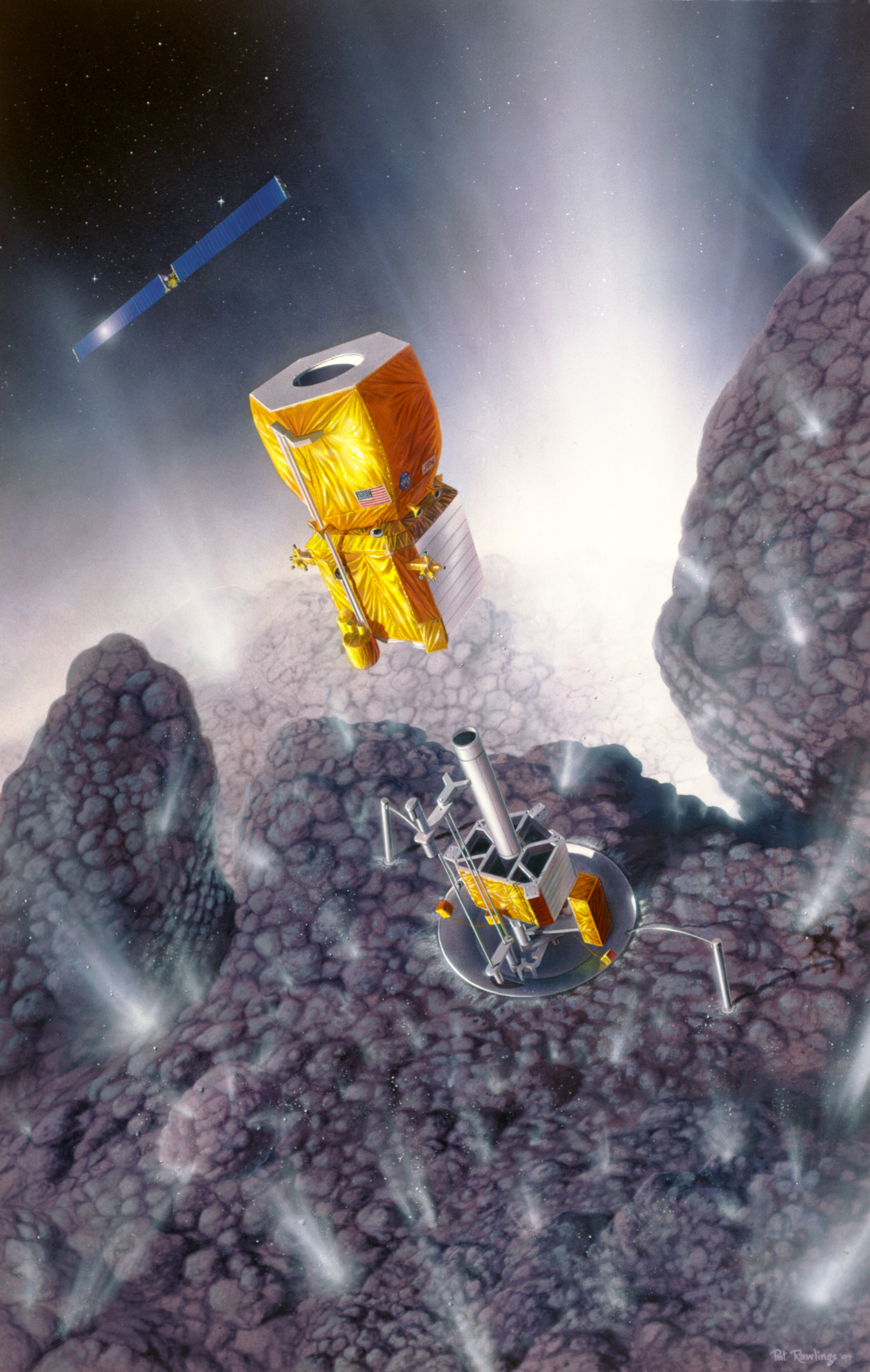
シャンポリオン（オリジナルのコンセプト図）

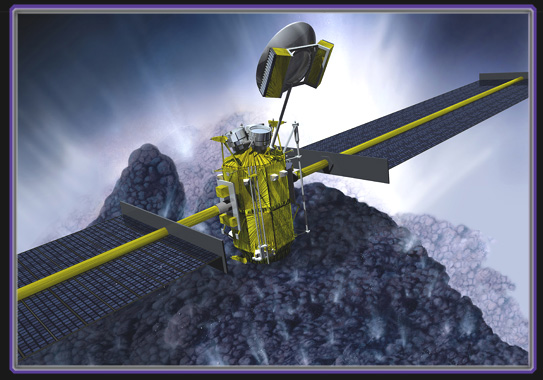
シャンポリオン（単機によるコンセプト図）

シャンポリオンはNASAのニュー・ミレニアム計画のもとでディープ・スペース4号 / スペース・テクノロジー4号 (Deep Space 4 / Space Technology 4) として復活し、再びNASAとCNESの共同プロジェクトとなった。このバージョンではシャンポリオンはオービターとランダーからなる単独のプロジェクトで、純粋な科学目的というより、新技術の工学実証にいくぶん焦点が移されていた。
1999年3月の時点で、2003年4月の打上げ、2006年にテンペル第1彗星への接近をベースとしていた。
ランダーは高さ約1.5m、重量約160kgで、彗星から50kmの高度から自動航行して彗星にアンカーを打つことになっていた。計画していたペイロードには以下のような装置が含まれていた。
- CHARGE - ガスクロマトグラフィー/質量分析器
- CIRCLE - カメラ/顕微鏡/赤外分光器
- CIVA - パノラマ･カメラ
- CPPP - 彗星表面に送り出される物理特性探査機 (physical properties probes)
- SATMドリル機構
- ガンマ線スペクトロメータ（英語版）/中性子スペクトロメータ

オービターはカメラと粉塵モニターを搭載することになっていた。
スペース・テクノロジー4号は1999年後半にサンプルリターンを行わない単体の宇宙機へスケールダウンされ、1999年7月1日に予算的な制限から計画全体が中止となった。